# Área de Brodmann
Área de Brodmann é uma região do córtex cerebral definida com base nas suas estruturas citoarquitetonicas e organização de suas células. Originalmente definidas e numeradas pelo alemão anatomista Korbinian Brodmann baseadas na organização citoarquitetural dos neurônios que ele observou no córtex cerebral. Brodmann publicou seus mapas de áreas corticais em humanos, macacos e outras espécies, em 1909, junto com muitas outras descobertas e observações sobre os tipos de células em geral e a organização laminar do córtex dos mamíferos. O mesmo número de área de  Brodmann em diferentes espécies não indica necessariamente áreas homólogas.
Um mapa cortical similar, porém mais pormenorizado, cortical foi publicado por Constantin von Economo e N. Georg Koskinas em 1925.

## Importância atual
Áreas de Brodmann foram discutidas, debatidas, refinadas, e renomeadas exaustivamente por quase um século, e continuam a ser a mais conhecida e citada organização citoarquitetonica do córtex humano. Muitas das áreas de Brodmann definidas apenas com base na sua organização neuronal já foram correlacionadas similarmente a diversas funções corticais. Por exemplo, áreas de Brodmann 1, 2 e 3 são o córtex somatosensorial primário, área 4 é o córtex motor primário, área 17 é o córtex visual primário, e áreas de 41 e 42 correspondem ao córtex auditivo primário. Funções de ordem superior às das áreas corticais de associação também são consistentemente localizadas nas mesmas áreas de Brodmann pela imagem funcional neurofisiológica (por exemplo, a localização consistente da área de Broca, com função de compreensão da linguagem, nas áreas Brodmann em 44 e 45). No entanto, imagens funcionais só podem identificar a localização aproximada de ativações cerebrais em termos de áreas de Brodmann dado o fato de que os limites reais em qualquer cérebro individual requerem um exame histológico.

## Áreas de Brodmann em primatas humanos e não-humanos
Cada área tem mais de uma função, múltiplas áreas são usadas em cada atividade e um lado frequentemente tem prevalência sobre o outro.

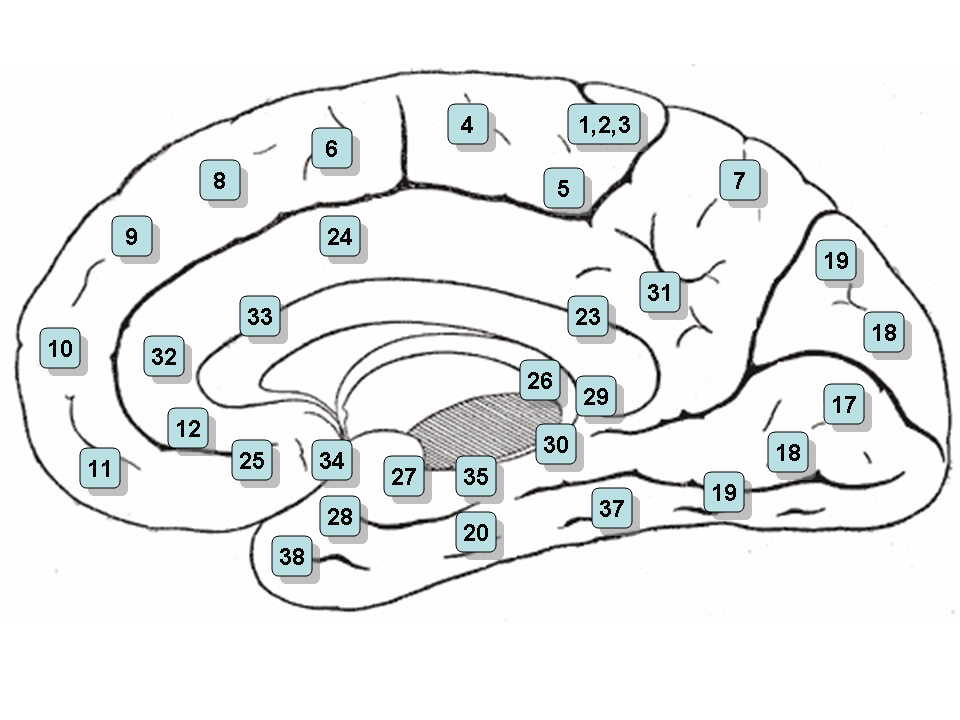
Vista medial (interna)

- Áreas 3, 1 e 2 - córtex somatossensorial primário: processa tatos, dor e propriocepção;Vista lateral (externa)

Vista lateral (externa)

- Área 4 - córtex motor primário: controle de diversos movimentos e respostas cinestésicas;
- Área 5 e 7 - córtex de associação somatossensorial: visão espacial, uso de ferramentas, memória de trabalho;
- Área 6 - córtex pré-motor e córtex motor suplementar (córtex motor secundário);
- Área 8 - inclui campos oculares frontais: associado com o controle do movimento dos olhos;
- Área 9 - córtex dorsolateral pré-frontal: associado com lógica e cálculos;
- Área 10 - córtex pré-frontal anterior (parte mais rostral e superior do giro frontal meio superior): associado com atenção e alerta;
- Área 11 e 12 - área orbito-frontal: associado ao processo decisório e comportamentos éticos;[5]
- Área 13 e 14 - córtex insular*: associado ao somatossensorial, memória verbal, motivação;[6]
- Área 15 - lobo temporal anterior*;
- Área 17 - córtex visual primário (V1);
- Área 18 - córtex visual secundário (V2);
- Área 19 - córtex visual associativo (V3, V4, V5);
- Área 20 - giro temporal inferior;
- Área 21 - giro temporal médio;
- Área 22 - giro temporal superior (parte da área de Wernicke);
- Área 23 - córtex ventral cingulado posterior;
- Área 24 - córtex ventral cingulado anterior[7]
- Área 25 - córtex subgenual (parte do córtex ventromedial pré-frontal);
- Área 26 - porção ectosplenial da região retrosplenial do córtex cerebral;
- Área 27 - córtex piriforme;
- Área 28 - córtex entorrinal posterior;
- Área 29 - córtex retrosplenial cingulado;
- Área 30 - parte do córtex cingulado;
- Área 31 - córtex dorsal cingulado posterior;
- Área 32 - córtex dorsal cingulado anterior;
- Área 33 - parte do córtex cingulado anterior;
- Área 34 - córtex anterior entorrinal (no giro parahipocampal);
- Área 35 - perirrinal córtex (no giro parahipocampal);
- Área 36 - córtex hipocampal (no giro para-hipocampal);
- Área 37 - giro fusiforme;
- Área 38 - área temporopolar (parte mais rostral do giro temporal superior e médio): associado com interpretação de emoções;
- Área 39 - giro angular (considerado por alguns como parte da área de Wernicke);
- Área 40 - giro supramarginal (considerado por alguns como parte da área de Wernicke);
- Áreas 41 e 42 - córtex primário e de associação auditiva;
- Área 43 - córtex gustativo primário;
- Área 44 - pares operculares, parte da área de Broca;
- Área 45 - pares triangulares área de Broca;
- Área 46 - córtex pré-frontal dorsolateral;
- Área 47 - giro prefontal Inferior;
- Área 48 - área retrosubicular (uma pequena parte da superfície medial do lobo temporal);
- Área 49 - parasubiculum área de um roedor;
- Área 52 - parainsular área (na junção do lobo temporal e a insula).

(*) Diferente em primatas humanos
(**) Algumas das áreas originais Brodmann foram subdivididas, por exemplo, "23" e "23b";